# Cotinusa trifasciata
Cotinusa trifasciata là một loài nhện trong họ Salticidae.
Loài này thuộc chi Cotinusa. Cotinusa trifasciata được Cândido Firmino de Mello-Leitão miêu tả năm 1943.